# Drahtschmiele
Die Drahtschmiele (Avenella flexuosa), auch Geschlängelte Schmiele genannt, ist eine Pflanzenart aus der Gattung der Avenella innerhalb der Familie der Süßgräser (Poaceae). Sie gedeiht meist auf sauren und mageren Standorten und wird aufgrund ihrer attraktiven Blütenstände als Zierpflanze und Schnittblume verwendet.

## Beschreibung

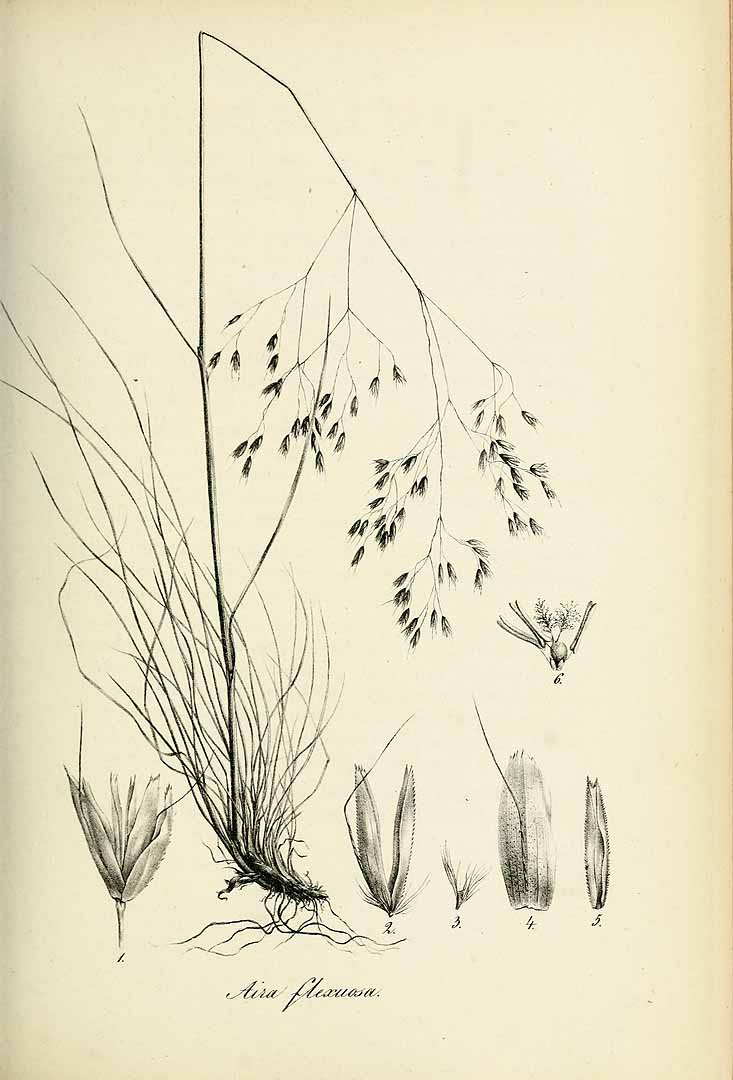
Illustration aus Species graminum, Volume 3

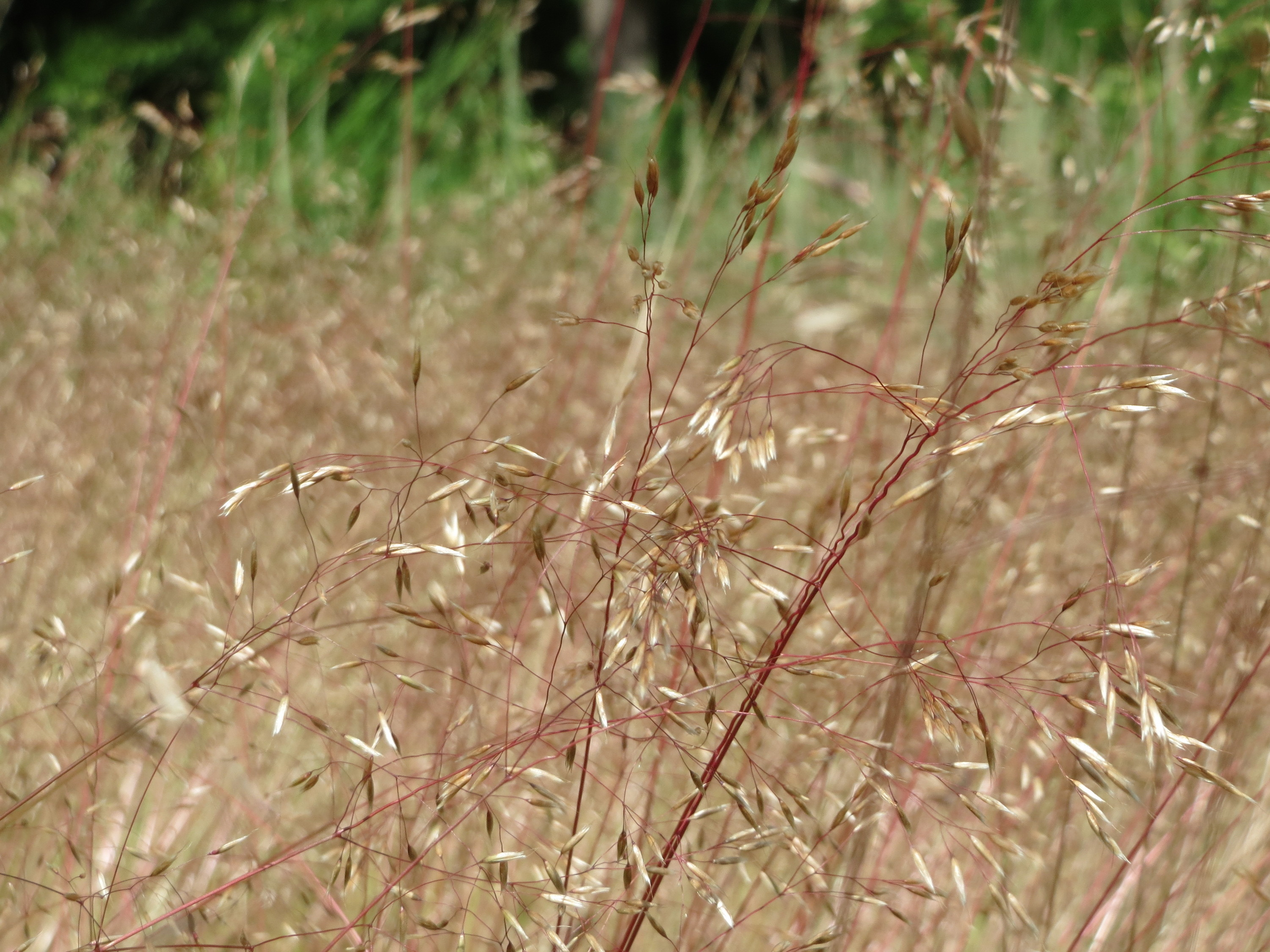
Fruchtstände

### Vegetative Merkmale
Die Drahtschmiele ist eine in lockeren bis dichten Horsten wachsende, ausdauernde Pflanze. Sie wurzelt bis zu 1 Meter tief und erreicht Wuchshöhen von 30 bis 50, zuweilen bis 70 und mehr Zentimetern. Die glatten Halme wachsen aufrecht oder vom Grund an gebogen und sind sehr fest und dünn und sind durch ein bis drei Knoten gegliedert. Die Knoten sind kahl.
Die wechselständig angeordneten Laubblätter sind in Blattscheide und -spreite gegliedert. Die Blattscheiden sind auf dem Rücken rund und nach oben leicht rau. Die Blatthäutchen sind stumpf und messen bis zu 3 Millimeter Länge, sind aber überwiegend deutlich kürzer. Die kahlen, fein borstigen und eingerollten Blattspreiten fühlen sich ölig glatt an und sind bis 20 Zentimeter lang. Im Querschnitt sind sie sechskantig.

### Generative Merkmale
Die sehr lockeren und offenen rispigen Blütenstände sind 4 bis 15 Zentimeter lang und bis 8 Zentimeter breit. Die rauen und sehr dünnen Hauptachsen sind geschlängelt und besitzen an jedem Knoten zwei geschlängelte Ästchen. Die 3 bis 10 Millimeter langen Ährchenstiele sind fadenförmig und rau. Die 2 bis 6 Millimeter langen Ährchen sind gewöhnlich zweiblütig. Die Hüllspelzen sind untereinander fast gleich und 4 bis 6 Millimeter lang. Sie sind meist einnervig, die obere ist manchmal dreinervig. Die meist vierzähnigen Deckspelzen tragen eine 4 bis 7 Millimeter lange gekniete Granne, die das Ährchen deutlich überragt. Die Deckspelzen sind 3,5 bis 5 Millimeter lang. Die Untergranne ist 2 Millimeter lang und fadenartig gedreht, die Obergranne ist gerade und rau. Die Vorspelzen sind zweinervig, 3,5 bis 5,5, Millimeter lang und auf den hervortretenden Kielen kurz bewimpert. Die Staubbeutel sind 2 bis 3 Millimeter lang.
Die Chromosomenzahl beträgt 2n = 14, 26 oder 28.

## Ökologie und Phänologie

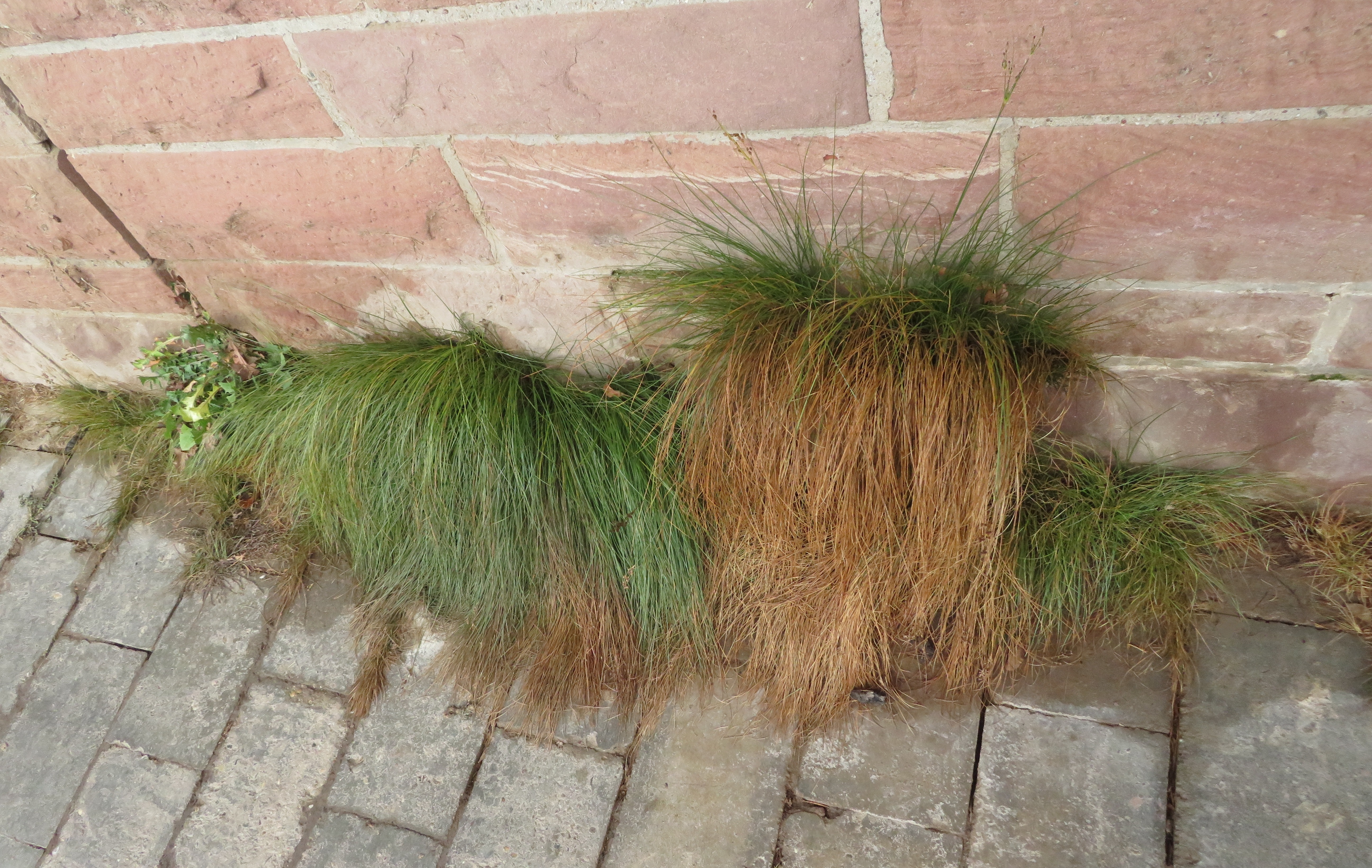
Drahtschmiele im Dezember an einer südexponierten Mauer aus Buntsandstein bei Heidelberg

Die Drahtschmiele ist ein ausdauernder Hemikryptophyt und eine Horstpflanze. Vegetative Vermehrung erfolgt durch kurze, unterirdische Ausläufer. Sie ist an sonnigen Standorten rot überlaufen und ein Tiefwurzler. Sie wurzelt bis über einen Meter tief. Sie tritt nach Kahlschlägen massenhaft auf. Durch Düngung oder Bewässerung wird sie aber rasch verdrängt und auf mageren Böden bei Beweidung durch das Borstgras (Nardus stricta) ersetzt.
Die Blütezeit reicht von Juni bis Juli. Die Fruchtreife liegt zwischen August und Oktober.
Es liegt Windbestäubung vor und sie sind selbststeril. Diese Art blüht an lichten Stellen auffällig mehr als an schattigen.
Die Karyopsen sind locker von Deckspelzen umgeben sind und sich als Ballonflieger und Flügelflieger durch den Wind ausbreiten; daneben erfolgt Tierausbreitung als Kletthafter und Wasserhafter sowie Wasserausbreitung als Regenschwemmlinge. Die Früchte sind Lichtkeimer.

## Vorkommen
Die Draht-Schmiele ist weltweit verbreitet. Die Unterarten sind in weiten Teilen Europas bis nach Asien und Nordafrika sowie in Süd- und Nordamerika weitverbreitet. In Europa kommt sie in fast allen Ländern vor und fehlt nur in Serbien und Nordmazedonien.
Sie wächst auf nährstoff- und kalkarmen, sauren Böden in Zwergstrauchheiden und Borstgrasrasen, Hochstaudenfluren und Gebüschen der Gebirge sowie in Laub- und Nadelwäldern. Als Halbschatten- bis Lichtpflanze kommt sie nur an lichtreicheren Standorten wie Waldschlägen optimal zur Blüte. Sie kommt vor in Pflanzengesellschaften der Klassen Vaccinio-Piceetea und Nardo-Callunetea, aber auch der Verbände Quercion roboris, Epilobion angustifolii oder des Unterverbands Luzulo-Fagenion. In den Allgäuer Alpen steigt sie in Vorarlberg auf Pellingers Köpfle und im Tiroler Teil im Kelletal am Großen Krottenkopf bis in Höhenlagen von 2000 Metern auf.  Am Munt Baselga bei Zernez erreicht sie 2750 Meter.
Die ökologischen Zeigerwerte nach Landolt et al. 2010 sind in der Schweiz: Feuchtezahl F = 2+w (frisch aber mäßig wechselnd), Lichtzahl L = 2 (schattig), Reaktionszahl R = 1 (stark sauer), Temperaturzahl T = 3 (montan), Nährstoffzahl N = 2 (nährstoffarm), Kontinentalitätszahl K = 3 (subozeanisch bis subkontinental).

## Systematik
Die Erstveröffentlichung erfolgte 1753 unter dem Namen (Basionym) Aira flexuosa durch Carl von Linné in Species Plantarum, Tomus I, Seite 65. Sie wurde 1838 von Solomon Thomas Nicolai Drejer in Flora Excursoria Hafniensis S. 32 als Avenella flexuosa (L.) Drejer in eine eigene Gattung Avenella gestellt. Ein Synonym für Avenella flexuosa (L.) Drejer ist Deschampsia flexuosa (L.) Trin.
Je nach Autor gibt es mehrere Unterarten:
- Avenella flexuosa subsp. afromontana (C.E.Hubb.) Veldkamp: Sie kommt von Äthiopien bis zur Demokratischen Republik Kongo vor.[8]
- Avenella flexuosa subsp. corsica (Tausch) Holub: Sie kommt von den subarktischen und subalpinen Gebieten der Nordhalbkugel bis zum Kaukasusraum.[8]
- Avenella flexuosa L. subsp. flexuosa: Sie ist von Europa bis Japan, von Grönland bis zu den Vereinigten Staaten, vom südlichen Südamerika bis zu den Falkland-Inseln und in Nordwestafrika weitverbreitet.[8]
- Avenella flexuosa subsp. iberica (Rivas Mart.) Valdés & H.Scholz: Sie kommt von Südfrankreich bis Nordspanien vor.[8]
- Avenella flexuosa subsp. ligulata (Stapf) Veldkamp: Sie kommt auf den Philippinen und auf Borneo vor.[8]
- Avenella flexuosa subsp. maderensis (Hack. & Bornm.) Veldkamp: Dieser Endemit kommt nur auf Madeira vor.[8]
- Avenella flexuosa subsp. mairei (Sennen) F.Albers ex Veldkamp: Sie kommt im südlichen Spanien und in Marokko vor.[8]
- Avenella flexuosa subsp. stricta (Willk. & Lange) Veldkamp: Sie kommt im westlichen Portugal und im nordwestlichen Spanien vor.[8]

Nicht mehr hierher wird gerechnet:
- Avenella flexuosa subsp. foliosa (Hack.) Veldkamp → 2002 erfolgte eine Neukombination zu Avenella foliosa (Hack.) Rivas Mart., Lousã, Fern.Prieto, E.Días, J.C.Costa: Dieser Endemit kommt nur auf den Azoren vor.[8][9] Damit umfasst die Gattung Avenella zwei Arten.[8]

## Trivialnamen
Als weitere deutschsprachige Trivialnamen werden bzw. wurden, zum Teil nur regional, auch die Bezeichnungen Buschgras, Drahtschmelen (Schlesien), Silberbocksbart, Waldgras und Weddegras verwandt.